# Shin Sung-rok
Shin Sung-rok (sinh ngày 23 tháng 11 năm 1982) là một diễn viên Hàn Quốc. Anh thường xuyên xuất hiện trong các bộ phim và phim truyền hình, nhưng được biết đến nhiều hơn qua các hoạt động trên sân khấu nhạc kịch.

## Sự nghiệp
Shin Sung-rok đã muốn trở thành một diễn viên từ thời trung học, vì vậy, khi một chấn thương đã làm gián đoạn sự nghiệp chơi bóng rổ như một cầu thủ  nghiệp dư (em trai của anh ấy là Shin Je-rok, trước đây từng là thành viên của Anyang KT&G Kites), anh ấy đã quyết định chuyển sang học chuyên ngành Sân khấu Điện ảnh tại Đại học Suwon, mặc dù sau đó anh đã bỏ học. Anh ra mắt lần đầu tiên vào năm 2003, nhưng gặp khó khăn trong việc tìm kiếm vai diễn vì các đạo diễn không muốn chọn diễn viên cho vai phụ hay những vai nhỏ có chiều cao đến 189 cm.  Nghĩ rằng bản thân sẽ có cơ hội tốt hơn nếu anh ấy có thêm kinh nghiệm diễn xuất và mài giũa kỹ xảo của mình trên sân khấu, anh đã chuyển hướng và gia nhập công ty Hakchon.
Khi anh lần đầu biểu diễn trong vở nhạc kịch Moskito  của mình, chỉ có 20-25 khán giả trong hội trường 500 chỗ. Mặc dù cảm thấy nản lòng và thất vọng, anh chia sẻ trải nghiệm này khiến anh trở nên mạnh mẽ và giúp anh trở thành một diễn viên có nhiều can đảm.
Trong khi thực hiện vở nhạc kịch Dracula, Shin Sung-rok đã tham gia vai diễn đáng kể đầu tiên trên màn ảnh của mình, đó là bộ phim truyền hình cáp risqué Hyena (2006).  Sau đó anh tiếp tục nhận được các vai phụ trong phim điện ảnh và phim truyền hình, đáng chú ý là trong Thank You  (2007) và My Life's Golden Years (còn được gọi là All About My Family, 2008). Anh cũng xuất hiện trong  phần 1 của chương trình thực tế hẹn hò của đài MBC-We Got Married như một "cặp đôi giả" với nữ diễn viên hài Kim Shin-young.
Một bước đột phá thật sự trong sự nghiệp diễn xuất vẫn không đến với anh, nhưng trong nhà hát, anh thật sự là một ngôi sao đang trỗi dậy. Năm 2007,  anh được chọn từ 400 người thử vai cho vai chính Solomon trong Dancing Shadows, một tác phẩm nhạc kịch hiện thực Forest Fire của nhà viết kịch Hàn Quốc nổi tiếng Cha Beom-seok. Sau đó, anh nhận được một đề cử Nam diễn viên mới xuất sắc nhất từ Giải thưởng âm nhạc Hàn Quốc.
Khi anh tiếp tục đóng vai chính trong một vở nhạc kịch ăn khách khác, anh đã gây ấn tượng với các nhà phê bình bằng diễn xuất, giọng hát baritone mạnh mẽ với những nốt alto tinh tế và rõ ràng. Bây giờ anh ấy được coi là một ngôi sao âm nhạc hàng đầu, thậm chí thu hút người hâm mộ từ bên ngoài Hàn Quốc đến các chương trình của anh ấy.
Definitely Neighbors (2010) tiếp tục đẩy mạnh sự nghiệp diễn xuất của anh; Trong vai một đầu bếp khó tính phải lòng một phụ nữ đã ly hôn lớn tuổi, anh đã giành giải Nam diễn viên phụ xuất sắc nhất trong hạng mục phim truyền hình cuối tuần / hàng ngày tại Lễ trao giải phim truyền hình SBS 2010. Bộ phim truyền hình nổi tiếng nhất của anh là bộ phim hài lãng mạn Vì sao đưa anh tới (2013), trong đó anh xuất hiện với vai một doanh nhân phản diện. Tiếp theo đó là vai phụ trong loạt phim Trot Lovers năm 2014 (trong vai  CEO của công ty tài năng), Liar Game(trong vai người dẫn chương trình) và The King's Face (trong vai người xem tướng).
Mặc dù phân nhánh sang điện ảnh và truyền hình, anh vẫn khẳng định rằng trái tim anh sẽ luôn thuộc về sân khấu và đã tuyên bố: "Tôi cảm thấy có nhiều tình cảm hơn với sân khấu [hơn là TV]. Tôi nghĩ đó là giai đoạn diễn viên học hỏi cuộc sống và hiểu ý nghĩa của diễn xuất. Đó là nơi tôi học được cách diễn xuất và là nơi tôi có được sự tự tin. Tôi nghĩ cốt lõi của cuộc đời tôi sẽ vẫn ở trên sân khấu "(The Korea Herald, 2007). "Âm nhạc giống như ngôi nhà cũ của tôi và nó khiến tôi trở thành của hiện tại, vì vậy tôi không thể ngừng biểu diễn nhạc kịch dù bận rộn đến đâu" (The Korea Times, 2009) 

## Đời tư
Anh có một em trai; Shin Jae-rok, là một đầu bếp chuyên nghiệp. Cả hai đã xuất hiện vào ngày 30 tháng 7 năm 2015 trên talk show Happy Together của KBS.
Anh bắt đầu hẹn hò với nữ diễn viên ballet Kim Joo-won vào năm 2011; cô là vũ công chính của Korea National Ballet trong 15 năm từ 1988 đến 2003, và hiện đang giảng dạy tại Đại học Sungshin Women's. Cặp đôi đã chia tay sau bốn năm hẹn hò vào tháng 8 năm 2015.
Tháng 6 năm 2016, anh kết hôn với một nhân viên văn phòng không nổi tiếng ở Hawaii. Vào tháng 11 cùng năm, anh trở thành cha của một cô con gái.

## Phim đã tham gia

### Phim truyền hình
| Năm  | Tiêu đề                                 | Vai trò                       | Mạng | Tham chiếu |
| ---- | --------------------------------------- | ----------------------------- | ---- | ---------- |
| 2002 | Shoot for the Stars                     |                               | SBS  |            |
| 2003 | A Problem at My Younger Brother's House |                               | SBS  |            |
| 2006 | Hyena                                   | Lee Seokin                    | tvN  |            |
| 2007 | Thank You                               | Choi Seok-hyun                | MBC  |            |
| 2007 | Drama City "I'm a Very Special Lover"   | Lee Jin-ho                    | KBS2 |            |
| 2008 | Nghệ thuật quyến rũ                     | Hyun-soo                      | OCN  |            |
| 2008 | Ba người cha                            | Na Hwang Kyung-tae            | KBS2 | [ 21 ]     |
| 2008 | My Life's Golden Age                    | Go Kyung-woo                  | MBC  |            |
| 2009 | Chúng ta đã kết hôn mùa 1               | Chính mình với Kim Shin-young | MBC  |            |
| 2010 | Chồng tôi là hàng xóm                   | Jang Gun-hee                  | SBS  |            |
| 2013 | Vì sao đưa anh tới                      | Lee Jae-kyung                 | SBS  |            |
| 2014 | Người tình nhạc Trot                    | Jo Geun-woo                   | KBS2 |            |
| 2014 | Trò chơi dối trá                        | Kang Do-young                 | tvN  |            |
| 2014 | Diện mạo hoàng đế                       | Kim Do-chi                    | KBS2 |            |
| 2016 | Đường đến sân bay                       | Park Jin-suk                  | KBS2 | [ 22 ]     |
| 2017 | Kẻ tái sinh                             | Kang Ho-rim                   | MBC  | [ 23 ]     |
| 2018 | Lật mặt                                 | Oh Tae-seok                   | SBS  | [ 24 ]     |
| 2018 | Hoàng hậu cuối cùng                     | Lee Hyuk                      | SBS  | [ 25 ]     |
| 2019 | Lãng khách                              | Gi Tae-woong                  | SBS  | [ 26 ]     |
| 2019 | Mùi hương bí ẩn                         | Seo Yi-do                     | KBS2 | [ 27 ]     |
| 2020 | Kairos                                  | Kim Seo-jin                   | MBC  | [ 28 ]     |
| 2022 | Bác sĩ luật sư                          | Jayden Lee                    | MBC  | [ 29 ]     |

### Phim
| Năm  | Tiêu đề              | Vai trò                | Tham chiếu |
| ---- | -------------------- | ---------------------- | ---------- |
| 2005 | All for Love         | Người chơi bóng rổ     |            |
| 2007 | The Worst Guy Ever   | Kwon Jae-hoon          |            |
| 2008 | Lovers of Six Years  | Lee Jin-sung           |            |
| 2010 | Bloody Innocent      | Dong-shik              |            |
| 2010 | Đi tìm Jong Wook     | Cơ trưởng Choi (cameo) |            |
| 2011 | The Story of My Life | Sung-rok               |            |
| 2011 | Pitch High           | Kang Dae-hyun (cameo)  |            |
| 2016 | Thời kỳ đen tối      | Jo Hwe-ryung           | [ 30 ]     |
| 2017 | Ngục tù              | Chang-gil              | [ 31 ]     |

### Chương trình tạp kỹ
| Năm       | Tiêu đề              | Đài phát sóng | Vai trò    | Chú thích                                | Tham chiếu.   |
| --------- | -------------------- | ------------- | ---------- | ---------------------------------------- | ------------- |
| 2009      | We Got Married Mùa 1 | MBC           | Thành viên | Với Kim Shin-young (Tập 42, 45-54)       |               |
| 2014      | Happy Together       | KBS           | Khách mời  | Tập 374 (Diện mạo hoàng đế Tập đặc biệt) |               |
| 2015      | Happy Together       | KBS           | Khách mời  | Với em trai, Shin Je-rok (Tập 408)       |               |
| 2017      | Running Man          | SBS           | Khách mời  | Tập 372                                  |               |
| 2020      | Double Casting       | tvN           | MC         |                                          | [ 32 ]        |
| 2020–2021 | Master in the House  | SBS           | Thành viên | Ep. 84-85 (thành viên đặc biệt), 102–177 | [ 33 ] [ 34 ] |
| 2022      | O Cine               | OCN           | MC         |                                          | [ 35 ]        |

## Kịch sân khấu
| Năm       | Tiêu đề                   | Vai                      | Chú thích            |  |
| --------- | ------------------------- | ------------------------ | -------------------- |  |
| 2004      | Moskito                   |                          |                      |  |
| 2004      | Singin' in the Rain       | Dong-hyun                |                      |  |
| 2006      | Dracula                   | Dracula                  |                      |  |
| 2006      | Finding Kim Jong-wook     | Kim Jong-wook            |                      |  |
| 2006      | Passion of the Rain       |                          |                      |  |
| 2007      | Dancing Shadows           | Solomon                  |                      |  |
| 2007      | Hamlet                    | Hoàng tử Hamlet          |                      |  |
| 2007      | Separated Man and Woman   | Kang Yeon-oh             |                      |  |
| 2007      | Finding Kim Jong-wook     | Kim Jong-wook/First Love |                      |  |
| 2008      | Separated Man and Woman   | Kang Yeon-oh             |                      |  |
| 2008      | Fiddler on the Roof       | Perchik                  |                      |  |
| 2009      | My Scary Girl             | Hwang Dae-woo            |                      |  |
| 2009      | Roméo et Juliette         | Romeo                    |                      |  |
| 2009-2010 | Jack the Ripper           | Daniel                   |                      |  |
| 2010      | Monte Cristo              | Edmond Dantès            |                      |  |
| 2010      | The Story of My Life      | Thomas Weaver            |                      |  |
| 2010      | Tick, Tick... Boom!       | Jon                      |                      |  |
| 2010-2011 | Hero                      | An Jung-geun             |                      |  |
| 2011      | Monte Cristo              | Edmond Dantès            |                      |  |
| 2013      | Closer                    | Dan                      |                      |  |
| 2013      | Carmen                    | Don José                 |                      |  |
| 2014      | Le Roi Soleil             | Louis XIV                | [ 36 ]               |  |
| 2015      | Elisabeth                 | Thần chết                |                      |  |
| 2016      | Daddy Long Legs           | Jervis                   | [ 37 ]               |  |
| 2016      | Mata Hari                 | Ladoux                   | [ 38 ] [ 39 ] [ 40 ] |  |
| 2016      | Monte Cristo              | Edmond Dantès            | [ 41 ] [ 42 ] [ 43 ] |  |
| 2017      | Daddy Long Legs           | Jervis Pendleton         | [ 44 ]               |  |
| 2017-2018 | Hourglass                 | Park Tae Soo             | [ 45 ] [ 46 ] [ 47 ] |  |
| 2018      | The Devotion of Suspect X | Yukawa                   |                      |  |
| 2018      | Daddy Long Legs           | Jervis Pendleton         |                      |  |
| 2019      | Daddy Long Legs           | Jervis Pendleton         | [ 48 ]               |  |
| 2019-2020 | Rebecca                   | Maxim de Winter          | [ 49 ] [ 50 ]        |  |
| 2020-2021 | Monte Cristo              | Edmond Dantès            | [ 51 ] [ 52 ]        |  |
| 2021      | The Dracula               | Dracula                  | [ 53 ]               |  |
| 2021-2022 | Jekyll & Hyde             | Jekyll/Hyde              | [ 54 ]               |  |
| 2022      | Elisabeth das Musical     | Thần chết                | [ 55 ]               |  |
| 2022-2023 | Sweeney Todd              | Sweeney Todd             | [ 56 ]               |  |

## Giải thưởng và đề cử
2020}}

| Năm  | Giải thưởng                                         | Thể loại                                                               | Tác phẩm                                | Kết quả   | Tham chiếu        |  |
| ---- | --------------------------------------------------- | ---------------------------------------------------------------------- | --------------------------------------- | --------- | ----------------- |  |
| 2007 | 13th Korea Musical Awards                           | Nam diễn viên mới xuất sắc nhất                                        | Dancing Shadows                         | Đề cử     | [ 6 ]             |  |
| 2008 | MBC Drama Awards                                    | Nam diễn viên mới xuất sắc nhất                                        | My Life's Golden Age                    | Đề cử     |                   |  |
| 2010 | SBS Drama Awards                                    | Nam diễn viên phụ xuất sắc nhất hạng mục phim bộ cuối tuần / hàng ngày | Chồng tôi là hàng xóm                   | Đoạt giải | [ 9 ]             |  |
| 2014 | Giải thưởng phim truyền hình Hàn Quốc lần thứ 7     | Giải Hot star                                                          | Vì sao đưa anh tới                      | Đoạt giải | [ 57 ]            |  |
| 2014 | 3rd APAN Star Awards                                | Nam diễn viên phụ xuất sắc nhất                                        | Vì sao đưa anh tới                      | Đề cử     |                   |  |
| 2014 | Giải thưởng Văn hóa và Giải trí Hàn Quốc lần thứ 22 | Diễn viên phim truyền hình xuất sắc                                    | Vì sao đưa anh tới                      | Đoạt giải |                   |  |
| 2014 | SBS Drama Awards                                    | Diễn viên xuất sắc trong phim truyền hình                              | Vì sao đưa anh tới                      | Đoạt giải | [ 58 ]            |  |
| 2014 | Giải thưởng phim truyền hình KBS                    | Nam diễn viên phụ xuất sắc nhất                                        | Người tình nhạc Trot, Diện mạo hoàng đế | Đoạt giải |                   |  |
| 2017 | Giải thưởng phim truyền hình MBC                    | Nam diễn viên xuất sắc hạng mục miniseries                             | Kẻ tái sinh                             | Đoạt giải |                   |  |
| 2018 | Giải thưởng phim truyền hình SBS                    | Diễn viên xuất sắc hạng mục phim truyền hình thứ 4,5                   | Hoàng hậu cuối cùng                     | Đoạt giải | [ 59 ]            |  |
| 2018 | Giải thưởng phim truyền hình SBS                    | Nhân vật hay nhất                                                      | Lật mặt                                 | Đoạt giải | [ 59 ]            |  |
| 2019 | 12th Korea Drama Awards                             | Nam diễn viên xuất sắc                                                 | Mùi hương bí ẩn                         | Đề cử     | [ 60 ]            |  |
| 2019 | SBS Drama Awards                                    | Nam diễn viên xuất sắc nhất trong Miniseries                           | Lãng khách                              | Đề cử     | [ cần dẫn nguồn ] |  |
| 2020 | SBS Entertainment Awards                            | Nghệ sĩ giải trí xuất sắc nhất                                         | Quản gia                                | Đoạt giải | [ 61 ]            |  |
| 2020 | MBC Drama Awards                                    | Diễn viên xuất sắc hạng mục nam diễn viên trong Miniseries thứ 2,3     | Kairos                                  | Đoạt giải | [ 62 ]            |  |
| 2020 | MBC Drama Awards                                    | Cặp đôi đẹp nhất với Lee Se-young                                      | Kairos                                  | Đề cử     | [ 62 ]            |  |